# Ясколка войлочная
Я́сколка во́йлочная, Ясколка длиннолистная, Ясколка шерстистая (лат. Cerāstium tomentōsum) — вид травянистых растений Ясколка (Cerastium) семейства Гвоздичные (Caryophyllaceae).

## Ботаническое описание
Многолетнее травянистое растение высотой 15—45 см, покрытое густым беловойлочным опушением, вследствие чего и получило своё видовое название.
Листья ланцетные, длиной до 30 мм.
Соцветие состоит из 15 цветков. Цветки белого цвета. Цветёт с мая по июнь. На юге цветёт с апреля.

## Ареал
Распространена по всей Европе, также встречается в Канаде.

## Ботаническая классификация

### Синонимы
По данным The Plant List на 2013 год, в синонимику вида входят:
- Alsine tomentosa (L.) E.H.L.Krause
- Cerastium album C.Presl
- Cerastium bosniacum Beck
- Cerastium columnae Ten.
- Cerastium decalvans Schloss ex Nyman, nom. inval.
- Cerastium elatum Ten.
- Cerastium hybridum Schur
- Cerastium longifolium Ten.
- Cerastium repens L., nom. illeg.
- Myosotis lanata Moench
- Stellaria repens Scop.
- Stellaria tomentosa Link